# جاک رادرفرد
جاک رادرفرد (به انگلیسی: Jock Rutherford) بازیکن فوتبال زادهٔ ۱۲ اکتبر ۱۸۸۴ اهل کشور انگلستان بود که سابقهٔ بازی در تیم ملی فوتبال انگلستان را در کارنامهٔ خود دارد. وی در تاریخ ۹ آوریل ۱۹۰۴ نخستین بازی ملی خود را در مقابل تیم ملی فوتبال اسکاتلند انجام داد و با حضور در ۱۱ بازی ملی، در تاریخ ۱۳ ژوئن ۱۹۰۸ واپسین بازی ملی‌اش را در برابر تیم ملی فوتبال بوهم برگزار کرد.
این بازیکن توانسته در بازی‌های ملی، ۳ گل به ثمر برساند.